# Estúdio Brasil
Estúdio Brasil foi um congresso de fotografia de estúdio, realizado na cidade brasileira de São Paulo entre 2008 e 2013.
Organizado pela antiga Editora Photos (Grupo Photos, hoje) acontecia concomitantemente à PIB (Photo Image Brasil) 